# Miklós Attila
Miklós Attila (Miskolc, 1974. augusztus 5. –) magyar színész, énekes.

## Életrajza
Saját bevallása szerint gyermekkora óta élete a színház, a zene és a film. Miskolcon a Molnár Béla Úttörőház színjátszó körének tagja volt.
Tanulmányai elvégzése és a katonaság után, 1997-ben a Miskolci Nemzeti Színházhoz szerződött.
A Miskolcon eltöltött 3 év alatt volt szerencséje együtt dolgozni Nemcsák Károllyal, Matus Györggyel, Varga Gyuszi bácsival, Gáti Oszkárral, Andorrai Péterrel, Rudolf Péterrel. Olyan rendezők instruálták, mint Csiszár Imre, Horváth Péter és Zsótér Sándor.
Kerényi Miklós Gábor a miskolci Elisabeth előadások alatt fedezte fel, így általa került a Budapesti Operettszínházhoz 2001-ben.
Az első években az Ensemble (Musical Együttes) tagja volt. 2008-ban 3 évadra elhagyta a színházat, ezalatt közel 2 évig játszotta Andersen Igazgató úr  szerepét a Koltai Róbert által rendezett Én és a kisöcsémben illetve a TV2 Jóban rosszban című sorozatában is eltöltött másfél évet. 2012-ben lett újra a Budapesti Operettszínház musical együttesének a tagja, 2016-tól pedig szólista státuszban szerepel.
már Szlovákiában, Münchenben, Izraelben, Ománban és Magyarország számos városában.

## Vendégszereplések
- München  - Deutsches Theater
- Izrael
- Szlovákia
- Erdély/Marosvásárhely, Kolozsvár
- Omán
- Magyarország:
- Szegedi Szabadtéri Játékok
- Bajai Szabadtéri Játékok
- Siófoki Szabadtéri Színpad
- Fertőrákosi Kőfejtő és Barlangszínház
- Tokaji Fesztiválkatlan
- Nagyerdei Szabadtéri Színpad

## Főbb színházi szerepek
| Szerző: cím                                              | Szerep                  | Rendező                        | Színház                          |
|                                                          | Puck                    |                                | Miskolci Nemzeti Színház         |
| Szilágyi László - Eisemann Mihály: Én és a Kisöcsém      | Andersen Igazgató úr    | Koltai Róbert                  | Körúti Színház                   |
| Alain Boublil - Claude-Michel Schönberg: A Nyomorultak   | Courfeyrac              | Szirtes Tamás                  | Madách Színház                   |
| Tolcsvay László - Müller Péter Sziámi: Mária Evangéliuma | József                  | Somogyi Szilárd                | Margitszigeti Szabadtéri Színpad |
| Arthur Laurents - West side story                        | Action                  | Bagó Bertalan - Jerome Robbins | Thália Színház                   |
| Sylvester Lévay - Michael Kunze: Elisabeth               | Andrássy gróf           | Kerényi Miklós Gábor           | Budapesti Operettszínház         |
|                                                          | Paris                   |                                | Budapesti Operettszínház         |
|                                                          | Strici                  |                                | Budapesti Operettszínház         |
|                                                          | Postás                  |                                | Budapesti Operettszínház         |
|                                                          | Rupert Igazgató úr      |                                | Budapesti Operettszínház         |
|                                                          | Jonas Wilkerson         |                                | Budapesti Operettszínház         |
|                                                          | Adrian Negrescu         |                                | Budapesti Operettszínház         |
|                                                          | Prisics, katonai attasé |                                | Budapesti Operettszínház         |
|                                                          | A császár               |                                | Nemzeti Lovas Színház            |
|                                                          | Mr. Fezziwig            |                                | Budapesti Operettszínház         |
|                                                          | Feri bácsi              |                                | Budapesti Operettszínház         |
|                                                          | Pázmány Péter           |                                | Budapesti Operettszínház         |

### Egyéb színházi szerepek
- Mágnás Miska
- Denevér
- Szépség és a Szörnyeteg
- A Csárdáskirálynő
- Csínom Palkó
- Dorian Gray

Közreműködött a Budapesti Operettszínház következő kiadványain:
(kiadó: Pentaton Koncert és Művészügynökség)
CD
- 2004 – Rómeó és Júlia – aranylemez, platinalemez – 2004
- 2006 - Menyasszonytánc
- 2006 - Mozart

DVD
- 2006 - Rómeó és Júlia

## Televíziós szereplései
- 2008-2010 - Jóban rosszban - főápoló - TV2
- 2016 - Éjjel nappal Budapest - epizódszerep - RTL Klub
- 2018 - Barátok közt - epizódszerep - RTL Klub